# Felix Healy
Felix Healy urodzony jako Patrick Joseph Healy (ur. 27 września 1955 w Londonderry) – północnoirlandzki piłkarz występujący na pozycji pomocnika. Trener piłkarski.

## Kariera klubowa
Healy trakcie kariery reprezentował barwy klubów Sligo Rovers (Irlandia), Lisburn Distillery (Irlandia Północna), Finn Harps (Irlandia), Port Vale (Anglia), Coleraine (Irlandia Północna), Derry City (Irlandia) oraz ponownie Coleraine. W 1992 roku zakończył karierę.

## Kariera reprezentacyjna
W reprezentacji Irlandii Północnej Healy zadebiutował w 1982 roku. W tym samym roku został powołany do kadry na mistrzostwa świata. Zagrał na nich w meczu z Hondurasu (1:1). Z tamtego turnieju Irlandia Północna odpadła po drugiej rundzie.
W drużynie narodowej Healy rozegrał w sumie 4 spotkania, wszystkie w 1982 roku.